# Briefopener

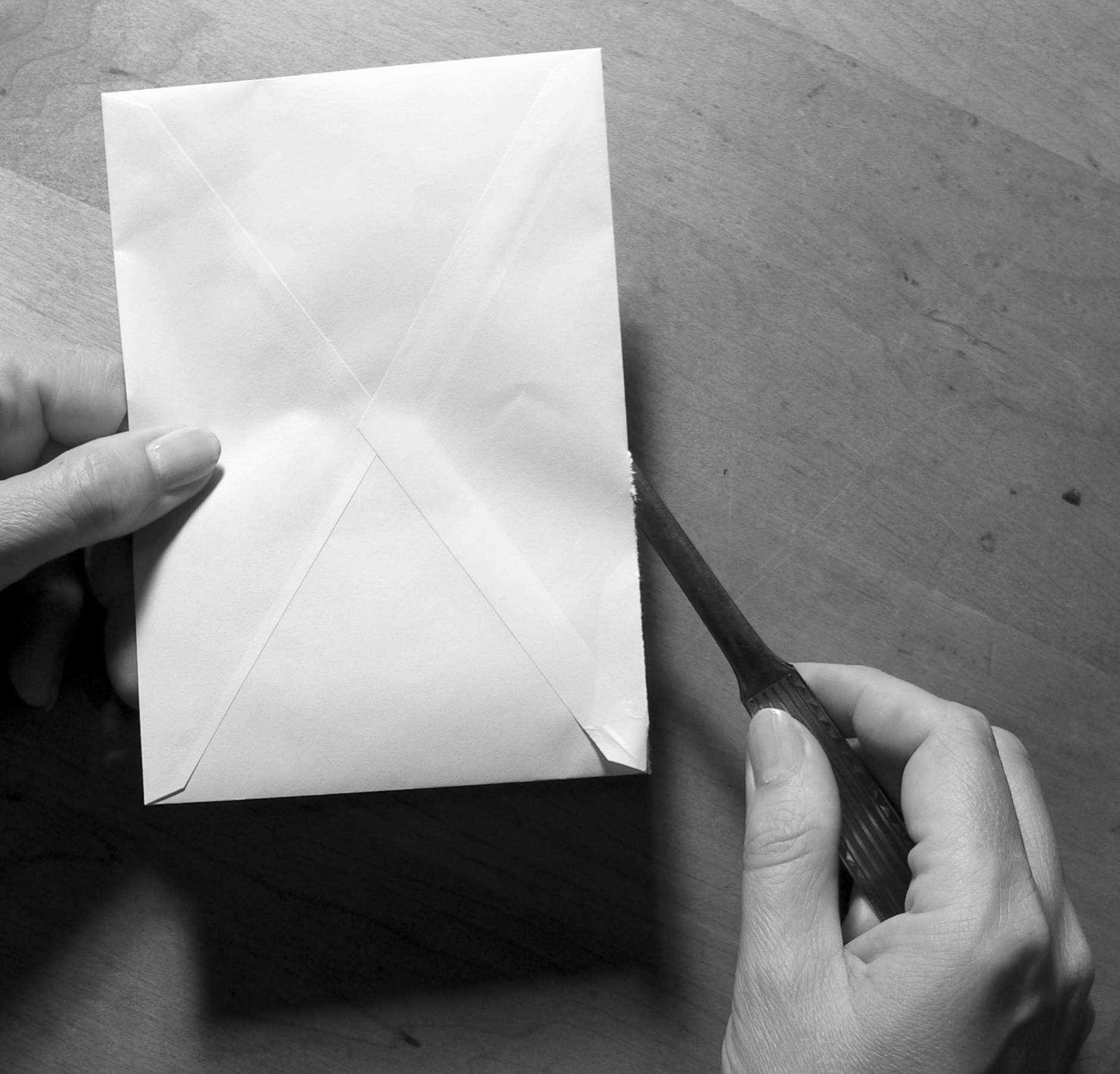
Het openen van een brief

Een briefopener (ook: vouwbeen) is een gebruiksvoorwerp waarmee brieven en enveloppen geopend kunnen worden.
Een briefopener is meestal een smal lang voorwerp dat naar de punt toe spits toeloopt. Het wordt gebruikt om dichtgeplakte enveloppen te openen. Briefopeners kunnen uit allerlei materialen vervaardigd zijn, zoals hout, metaal, been en kunststof. Het is een traditioneel vakantiesouvenir.
De benaming vouwbeen verwijst naar de functie van het voorwerp als hulpmiddel bij het vouwen van papier.
Een briefopener kan ook een elektrisch apparaat zijn dat grote aantallen brieven openmaakt met behulp van een snijmechanisme. 